# Serra Llevada
La Serra Llevada és una serra situada al municipi de Vilallonga de Ter a la comarca del Ripollès, amb una elevació màxima de 1.667 metres.